# Alf Wesström
Sven Alf Villhelm Wesström, född 30 december 1915 i Tortuna, Västmanlands län, död 11 september 1982 i Flen, Södermanlands län, var en svensk målare, tecknare och musiker.
Han var son till lantarbetaren Sven Anshelm Wesström och Anny Augusta Larsson. Wesström arbetade först inom hotellbranschen och som musiker i en orkester innan han 1943 övergick till att bli konstnär. Han studerade krokiteckning vid Valands målarskola i Göteborg 1943 och målning vid Grünewalds målarskola i Stockholm 1945. Han var därefter under några år från 1946 lärare i Vänersborgs konstcirkel. Han genomförde 1948–1950 ett antal studieresor till Lofoten, Danmark, Tyskland, Sydfrankrike och Paris där han passade på att studera vid Académie Colarossi. Han debuterade separat med en utställning i Västerås 1939 som följdes av separatutställningar i bland annat Kalmar, Jönköping, Sundsvall, Trollhättan, Eskilstuna och Norrtälje. Tillsammans med Ulf E. Wikström ställde han ut i Eksjö 1951 och han medverkade i samlingsutställningar på Liljevalchs konsthall och Göteborgs konsthall. Hans konst består av porträtt, stilleben, stadsbilder och landskapsskildringar som illustratör medverkade han i ett flertal facktidskrifter. Wesström är representerad vid bland annat Bohusläns museum.